# Arzier-Le Muids
Arzier-Le Muids (toponimo francese; fino al 2014 Arzier) è un comune svizzero di 2 629 abitanti del Canton Vaud, nel distretto di Nyon.

## Storia
Questo comune sino al 30 aprile 2014 si chiamava Arzier

## Monumenti e luoghi d'interesse

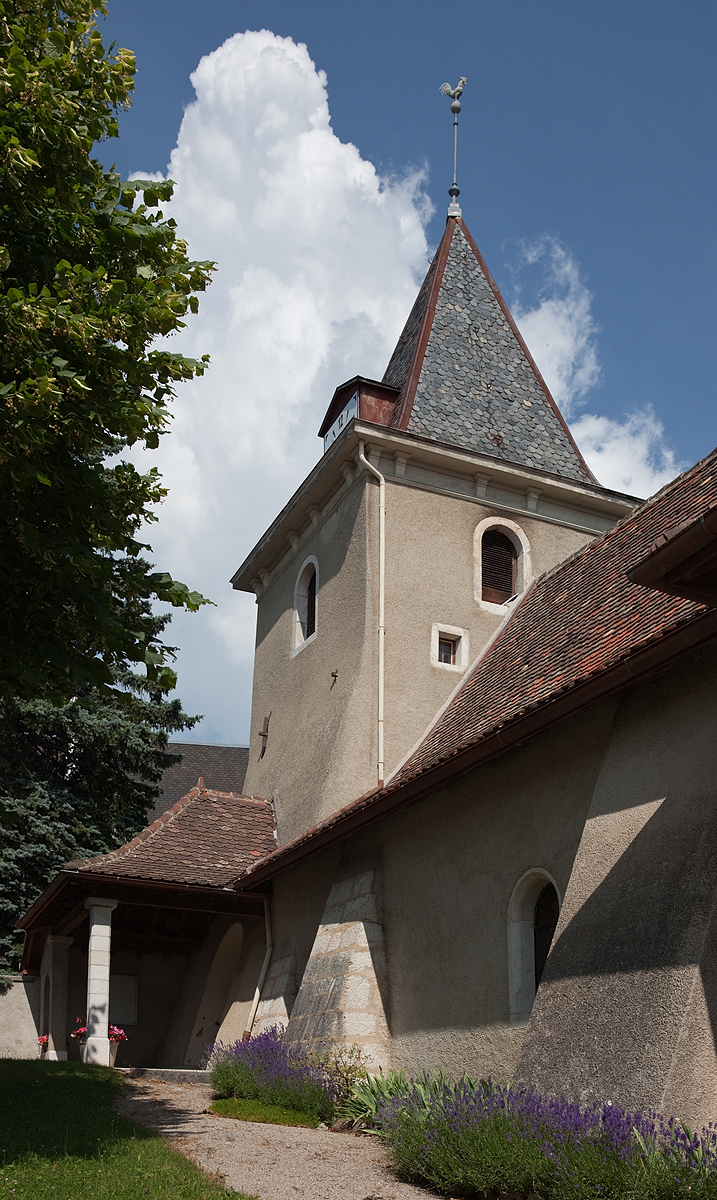
La chiesa di Sant'Antonio

- Chiesa riformata di Sant'Antonio, attestata dal 1306[2].

## Società

### Evoluzione demografica
L'evoluzione demografica è riportata nella seguente tabella:
Abitanti censiti

## Amministrazione
Ogni famiglia originaria del luogo fa parte del cosiddetto comune patriziale e ha la responsabilità della manutenzione di ogni bene ricadente all'interno dei confini del comune.